# Saint-Just-Luzac
Saint-Just-Luzac este o comună în departamentul Charente-Maritime, Franța. În 1 ianuarie 2022 avea o populație de 2.100 de locuitori.